# АТВ (Одесса)
«АТВ» — русскоязычный региональный телеканал, запущенный 1 января 2006 года в Одессе. Владельцем телекомпании являлся одесский политик, лидер партии «Родина» Игорь Марков. До ноября 2010 года телеканал позиционировал себя, как «единственный оппозиционный телеканал Одессы». Транслировался как в кабельном, так и в эфирном и спутниковом вариантах. Одесский телевизионный канал с самым высоким рейтингом в 2009 и 2010 годах.

## История
Телеканал «АТВ» впервые вышел в эфир 1 января 2006 года. Первоначально в эфире телекомпании транслировались, в основном, отечественные кинофильмы, и авторских передач было немного. Немного позже в эфире появились политические передачи, в которых присутствовала явная критика политики мэра Одессы Эдуарда Иосифовича Гурвица, и действующей тогда «оранжевой власти» на Украине в целом, за что телеканал часто подвергался различным атакам. Конкурирующие с «АТВ» телеканалы («Круг», «Риак», «STV») и их работники (Александр Каменный, Людмила Чекова) часто обвиняли «АТВ» в «излишней заполитизированности». Кроме политических программ, на «АТВ» также показывались передачи и на другие тематики — об искусстве, кинематографе, истории и т. д.
1 июля 2013 года телеканал начал вещание на спутнике: 5Е-Сириус, частота 12284 V 27500 в открытом виде.

### Лишение лицензии
Ещё в 2007 году Национальный совет Украины по вопросам телевидения и радиовещания принял решение о лишении канала АТВ лицензии на телевещание и исключил телеканал из списка телеканалов, обязательных к транслированию кабельными операторами города Одессы, обвинив последний «в нарушении условий лицензии и в разжигании межнациональной розни и призывах к свержению конституционного строя». Юристы телеканала обратились с иском в суд, опротестовав решение Нацсовета. На протяжении последующего времени состоялось несколько судебных заседаний. В конечном итоге, летом 2010 года, суд отменил все запретительные решения Нацсовета по АТВ.
23 октября 2013 года Национальный совет по телевидению и радиовещанию на своем заседании принял решение лишить телеканал лицензии. 13 ноября Одесский окружной административный суд аннулировал лицензию телеканала, а 17 декабря Одесский апелляционный административный суд отказал телеканалу в удовлетворении апелляции
19 декабря 2013 года телеканал прекратил своё эфирное вещание, а в январе 2014 года прекращено также спутниковое вещание.

## Передачи

### Транслируемые на момент прекращения вещания
- Новости;
- «Специальный репортаж»;
- «Совещание» (Наталья Перевалова);
- «Правда» (Григорий Кваснюк);
- «Даю слово» (Пётр Удовиченко, Богдан Швец);
- «Гостинная АТВ»;
- «АТВ» вживую;
- «Недетский разговор» (Михаил Херсонский, позже — Игорь Дегтяренко);
- «Открытое досье»;
- «Пресс-центр» (Галина Выговская);
- «Актуальный разговор»;
- «Гиперболоид» (Александр Ткаченко);
- «Адреналин» (Александр Тарасенко, Антон Доценко);
- «О странностях любви» (Елена Каракина);
- «Стоп кадр» (Роман Оленев);
- «Окраина»;
- «Просто и вкусно» (Сергей Олех);
- «Подполье»;
- «Микроскоп»;
- «Ночь: разговор» (Наталья Симисинова).

### Бывшие
- «Взгляд с Виктором Орлом» (Виктор Орёл);
- «Наблюдатель» (Игорь Димитриев);
- «Ваш кандидат» (Александр Филиппов);
- «Где идём?» (Евгений Гринкевич)[14]
- «Ваша сдача» (Вадим Саныч);
- «Мой Метео Сити»;
- «Подполье»;
- «Чай со сказками»;
- «Гордиев узел» (Светлана Фабрикант);
- «Автобус смеха» (Никита Козырев);
- «Утро на „АТВ“» (раннее «Яичница»);
- «Новости с Гурвинеком»;
- «ДеньОК»;
- «Проект специального назначения»;

## Факты
- В 2008 году студией «Barabas» была сделана анимационная пародия на Г. Кваснюка и его программу[15].
- 19 декабря 2008 журналист и ведущий телеканала АТВ Игорь Димитриев, на лекции для студентов Одесского педагогического университета им. Ушинского, прервал директора Института трансформации общества[16], Олега Соскина, словами: «Я вижу здесь много очаровательных девушек. Оно вам надо было — приходить сюда и слушать старых, лысых, тупых гомосексуалистов? Сейчас я покажу вам, что с ними надо делать!»[17], после чего кинул ботинком в голову Соскина. По словам журналиста, таким образом он протестовал против, якобы, насильственной агитации евроатлантических идей в стенах учебного заведения и засилья гомосексуалов во властных структурах Евросоюза и НАТО[18].
- 29 сентября 2009 года было совершено нападение на съёмочную группу телекомпании во время заседания Одесского окружного административного суда[19], в результате которого оператор Дмитрий Докунов получил тяжёлые ножевые ранения в области руки, а его коллеге, журналистке Олесе Клинцовой, были нанесены телесные повреждения[19].
- 30 января 2010 года, в День рождения Эдуарда Гурвица, также было совершено нападение на сотрудников компании на Думской площади[20], в результате которого видеооператор Константин Длужневский был избит неизвестными людьми спортивного телосложения[20].
- 4 марта 2010 года под окнами здания телекомпании была проведена акция против «АТВ»[21], во время которой молодая девушка танцевала с шестом, оголив грудь[22]. Участники протеста держали в руках плакаты с лозунгами «АТВ — канал греха» и т. д. Акция была спланирована организацией «Свободная Одесса».
- В мае 2011 года телеканал был обвинён рядом средств массовой информации в показе «заказного», основанного на выдуманной информации, репортажа, специально заказанного предпринимателем Андреем Бокучем и оплаченного им руководству телеканала по «заявленным тарифам»[23][24]. Руководство канала, не проверив данные и факты, но получив деньги за данный репортаж, выпустило в эфир выдуманный сюжет, под видом реальных новостей[25].
- В конце августа 2011 года у канала появился новый директор — Александр Мизин, он сменил Александра Филиппова, который занимал эту должность три года[26].

## Спутниковое вещание
Одесский региональный телеканал “АТВ” вещал со спутника Astra 4A с 1 июля 2013, находящегося в орбитальной позиции 4.8 ° E.
Вещание со спутника осуществлялось непродолжительное время в стандарте MPEG-4, в рамках мультиплекса DVB-S в открытом виде.
Технические параметры:
Спутник: Astra 4A (4.8 ° E);
Частота: 12284 ГГц;
Поляризация: V;
SR: 27500;
FEC: 3/4;
Стандарт: DVB-S/QPSK;
Кодирование: нет.